# Sojuz T-14
Sojuz T-14 – radziecka załogowa misja kosmiczna, stanowiąca dziewiątą załogową ekspedycję na pokład stacji kosmicznej Salut 7. Zmuszona do wcześniejszego powrotu na skutek choroby dowódcy Władimira Wasiutina.
Problemy podczas misji załogi Sojuza T-14 wykazały słuszność pozostawiania stale zadokowanej do stacji kapsuły Sojuz, mającej służyć jako awaryjny transport dla załogi. Dowódca misji Władimir Wasiutin zachorował w trakcie trwania misji, i był zmuszony do powrotu przed ukończeniem planowanej 6-miesięcznej misji.
Głównym celem misji było odebranie ładunku pojazdu Kosmos 1686 i wykonanie serii spacerów kosmicznych celem zbadania procedur do wykorzystania w przyszłych stacjach kosmicznych. Kosmos 1686 dokował do stacji 2 października, wioząc 4500 kg ładunku, w tym duże urządzenia, takie jak kratownica do zamontowania na zewnątrz stacji, i urządzenie do przetwarzania materiałów Kristallizator. Drugiego celu nie udało się jednak zrealizować przez chorobę dowódcy, który od drugiej połowy października nie był w stanie pomagać w realizacji eksperymentów. Od 13 listopada łączność ze stacją została zakodowana. W tydzień później nastąpił powrót na Ziemię.